# バック・フロム・ザ・デッド
『バック・フロム・ザ・デッド』（Back from the Dead）は、アメリカのデスメタル・バンド、オビチュアリーによる5作目のアルバム。1997年4月22日にリリースされた。
『バック・フロム・ザ・デッド』は、長年のオビチュアリーの音楽プロデューサーであるスコット・バーンズがプロデュースしていない最初のアルバムとなった。

## 収録曲
全作詞曲:オビチュアリー
1. スレトニング・スカイズ - "Threatening Skies" - 2:19
2. バイ・ザ・ライト - "By the Light" - 2:55
3. インヴァーテッド - "Inverted" - 2:53
4. プラトニック・ディジーズ - "Platonic Disease" - 4:06
5. ダウンロード - "Download" - 2:45
6. リワインド - "Rewind" - 4:03
7. フィード・オン・ザ・ウィーク - "Feed on the Weak" - 4:15
8. ロックダウン - "Lockdown" - 4:11
9. プレッシャー・ポイント - "Pressure Point" - 2:25
10. バック・フロム・ザ・デッド - "Back from the Dead" - 5:12
11. ブリチュアリー (リミックス) - "Bullituary (Remix)" (ボーナストラック、フィーチャリング・Diablo D、Skinner T) - 3:43

## 参加メンバー
- ジョン・ターディ (John Tardy) – ボーカル
- アレン・ウェスト (Allen West) – リード・ギター
- トレヴァー・ペレス (Trevor Peres) – リズム・ギター
- フランク・ワトキンス (Frank Watkins) – ベース
- ドナルド・ターディ (Donald Tardy) – ドラム